# Uran Kaliłow
Uran Żużupowicz Kaliłow (kirg. Уран Жузупович Калилов; ur. 20 grudnia 1980) – kirgiski zapaśnik w stylu klasycznym. Dwukrotny olimpijczyk. Ósmy w Sydney 2000 i osiemnasty w Atenach 2004 w wadze do 55 kg.
Zajął czwarte miejsce na mistrzostwach świata w 2001. Brązowy medalista igrzysk azjatyckich w 2002 i siódmy w 1998. Triumfator igrzysk Azji Centralnej z 1999, drugi w 1995. Zwycięzca igrzysk Azji Zachodniej w 1997. Sześć razy brał udział w mistrzostwach Azji, zdobył brązowy medal w 2001. Mistrz świata juniorów w 1998, a drugi w 1997 roku.